# Vekarsalo
Vekarsalo är en ö i Finland. Den ligger i sjön Saimen och i kommunen Puumala i landskapet Södra Savolax, i den södra delen av landet, 200 km nordost om huvudstaden Helsingfors. Öns area är 3,96 kvadratkilometer och dess största längd är 5,4 kilometer i sydöst-nordvästlig riktning.